# Rlogin
rlogin, förkortning av Remote Login, är ett nätverksprotokoll för att logga in på Unix-liknande system. Protokollet använder TCP port 513 för kommunikation. rlogin har idag nästan helt ersatts av det säkrare alternativet SSH (Secure Shell). De stora nackdelarna med rlogin är främst säkerheten. Protokollet är okrypterat så att trafiken går att avlyssnas. En annan farlig säkerhetsaspekt med rlogin är .rhosts filen som varje användare på fjärrsystemet själv kan skapa i sin hemkatalog. Filen gör så att användaren kan logga in utan att behöva ange sitt lösenord. rlogin är nära besläktat med rsh och rcp och sågs för första gången i BSD 4.2